# Curran Walters
Curran Walters (Oak Park, California, 16 de enero de 1998) es un actor estadounidense. Ha interpretado al vigilante ficticio Jason Todd / Robin en la serie Titans desde 2018 y es el primer actor en interpretar al personaje en una adaptación de imagen real.

## Biografía
Walters nació en 1998 en Oak Park, California y estudió en el Oak Park High School. Tiene una hermana menor, Harlowe Walters. Comenzó a modelar para marcas de moda como Tilly's, Lee Jeans y Brothers. Comenzó su carrera como actor en comerciales para Samsung Galaxy y el videojuego deportivo NBA 2K15. Hizo su debut en televisión en la película de comedia Growing Up and Down en 2014. Curran obtuvo más papeles en televisión, incluido su papel recurrente como "Young Jackson" en la serie Game of Silence en 2016. También apareció en las dos primeras partes. episodio de "Girl Meets High School: Part 1" en 2016 durante la segunda temporada de Girl Meets World. Otros créditos televisivos incluyen Too Close to Home en 2016, Alexa & Katie en 2018 y la comedia de 2016 Speechless.
Hizo su segunda aparición en el cine en la comedia-drama 20th Century Women en 2016, protagonizada por Annette Bening, Elle Fanning y Greta Gerwig. Walters hizo su tercera aparición en la película de ciencia ficción para televisión Playing Dead en 2018. También en 2018, apareció como Jason Todd en el quinto episodio de Titans y tuvo un papel recurrente en la serie durante el resto de la primera temporada. Para la segunda temporada en 2019, Walters regresó como una serie regular. Es la primera representación en persona de Jason Todd en la historia del personaje. En diciembre de 2019 regresó al personaje en el evento cruzado Supergirl for the Crisis on Infinite Earths de CW. Él es el primer personaje de Titans en ser presentado como su personaje en un show de Arrowverse.
Protagonizará una película de terror que se lanzará en 2019 llamado Do Not Reply.

## Filmografía

### Cine
| Año  | Título             | Personaje | Notas         |
| ---- | ------------------ | --------- | ------------- |
| 2016 | 20th Century Women | Mate      | Comedia       |
| 2019 | Do Not Reply       | Dylan     | Posproducción |

### Televisión
| Año       | Título                   | Función              | Notas                                                  |
| --------- | ------------------------ | -------------------- | ------------------------------------------------------ |
| 2014      | Growing Up and Down      | Chad                 | Telefilme                                              |
| 2015      | New Girl                 | Jake Apex Joven      | Episodio: "Oregón"                                     |
| 2016      | Game of Silence          | Jackson Brooks Joven | 5 episodios                                            |
| 2016      | Girl Meets World         | Evan                 | 2 episodios                                            |
| 2016-2017 | Too Close to Home        | Mac                  | 8 episodios                                            |
| 2018      | Speechless               | Xander               | Episodio: "N-E-- NUEVO Y-- AÑO E-- EVE"                |
| 2018      | Alexa & Katie            | Gabriel              | Episodio: "Winter Luau"                                |
| 2018      | Best.Worst.Weekend.Ever. | Patches              | 2 episodios                                            |
| 2018      | Playing Dead             | Lucas                | Telefilme                                              |
| 2018–2023 | Titans                   | Jason Todd / Robin   | Recurrente (Temporadas 1) Principal (Temporadas 2 y 3) |
| 2019      | Fam                      | Kyle                 | Episodio: "Pregnancy Pause"                            |
| 2019      | Supergirl                | Jason Todd / Robin   | Episodio: "Crisis on infinite Earths: Part One"        |